# Julija Pachalina
Julija Vladimirovna Pachalina (in russo Юлия Владимировна Пахалина?; Penza, 12 settembre 1977) è una tuffatrice russa, ex sovietica.
Specializzata nelle gare dal trampolino ha vinto moltissime medaglie in tutte le più importanti competizioni di tuffi: olimpiadi, mondiali ed europei.

## Palmarès
- Giochi olimpici

Sydney 2000: oro nel sincro 3 m.
Atene 2004: argento nel sincro 3 m e bronzo nel trampolino 3 m.
Pechino 2008: argento nel trampolino 3 m e nel sincro 3 m.
- Mondiali

Perth 1998: oro nel trampolino 3 m e nel sincro 3 m.
Fukuoka 2001: argento nel sincro 3 m e bronzo nel trampolino 3 m.
Barcellona 2003: argento nel trampolino 3 m e nel sincro 3 m.
Melbourne 2007: bronzo nel trampolino 1 m.
Roma 2009: oro nel trampolino 1 m e bronzo nel sincro 3 m.
- Europei

Vienna 1995: argento nel trampolino 3 m.
Siviglia 1997: oro nel trampolino 3 m e argento nel sincro 3 m.
Helsinki 2000: oro nel trampolino 3 m e nel sincro 3 m.
Berlino 2002: oro nel trampolino 3 m e argento nel sincro 3 m.
Madrid 2004: oro nel trampolino 3 m e nel sincro 3 m.
Eindhoven 2008: oro nel trampolino 3 m e nel sincro 3 m.

### Coppa del Mondo
- Vincitrice della Coppa del Mondo del trampolino 3 m nel 2004
- Vincitrice della Coppa del Mondo del sincro 3 m nel 2000 e nel 2002

## Riconoscimenti
- LEN Award: 2007, 2008